# Petapa
Petapa, in passato San Miguel Petapa, è un comune del Guatemala facente parte del dipartimento di Guatemala.